# Michel Adanson

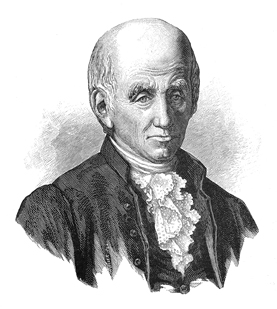
Michel Adanson

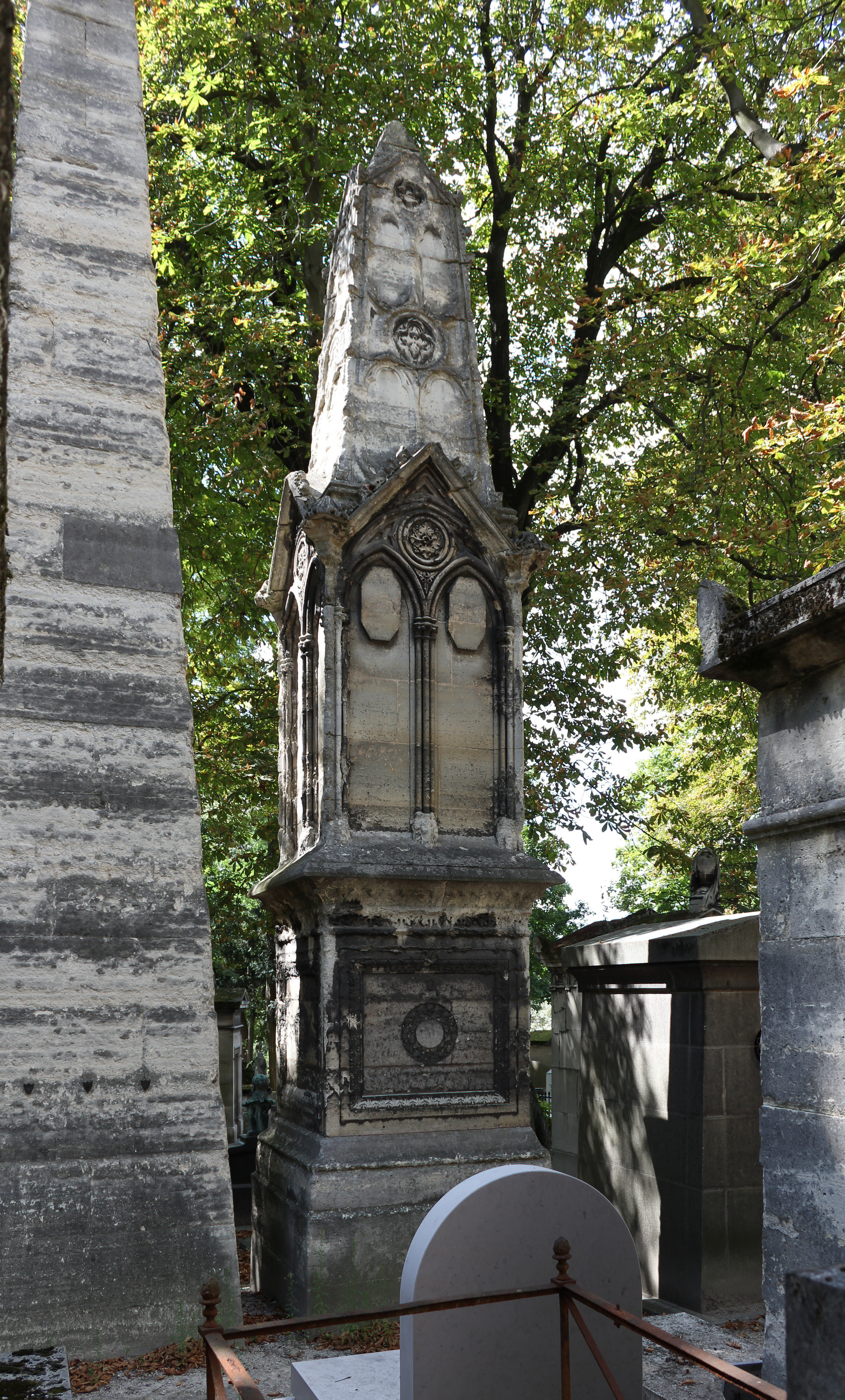
Adansons Grab auf dem Friedhof Père-Lachaise

Michel Adanson (* 7. April 1727 in Aix-en-Provence; † 3. August 1806 in Paris) war ein französischer Botaniker, Ethnologe und Naturforscher. Sein offizielles botanisches Autorenkürzel lautet „Adans.“

## Leben und Wirken
Adanson studierte an der Universität Paris unter René Antoine Ferchault de Réaumur und Bernard de Jussieu. Er unternahm 1748 eine Forschungsreise auf die Kanaren und in die französischen Kolonien am Senegal, wo er sich bis 1753 der Erforschung der Natur und der Völker Senegambiens widmete.
Als er sich im August 1749 auf der von ihm so genannten Insel Senegal aufhielt, besuchte er wiederholt die benachbarte Insel Sor, um dort zu jagen; allein vergaß er das Jagen, als er an einem Tag einen Baum von ungewöhnlicher Größe erblickte. Es war der erste Affenbrotbaum, den er auf seiner Reise fand. Er hatte zwar keine außerordentliche Höhe, aber sein Stamm war ungeheuer dick und hatte einen Stammumfang von 65 Fuß. Adanson erfuhr, dass die einheimischen Wolof diese Art von Baum Goui nannten. Er wunderte sich, noch in keiner Reisebeschreibung über diese doch sehr ins Auge fallende Baumart etwas gelesen zu haben und unternahm es in der Folge, diese wissenschaftlich zu beschreiben, zumal sie, wie er fand, im ganzen Land verbreitet war.
Adanson beschrieb auch die Bäume, die Gummi arabicum produzierten (Senegalia senegal), eines der wichtigsten Handelsgüter Senegals zu jener Zeit: „… einige sanfte Anhöhen, die mit rothen und weißen Gummibäumen und anderen stachlichten Bäumen bewachsen sind, denen schwer beizukommen ist. (Arten von Acacien, an welchen die zwo Gattungen von Gummi, das weiße und das rothe gesammelt werden, die ehedem unter dem Namen arabisches Gummi bekannt waren, itzo aber Gummi von Senegal heißen.)“
Adanson beschrieb eine große Anzahl neuer Pflanzen und Tiere. Er beobachtete eine Art Zitterwels, die Stromschläge erzeugen konnte, die ihn an die kurz zuvor erfundene Leidener Flasche erinnerten. Ferner sammelte er Proben gehandelter Waren, skizzierte Karten des Landes, machte systematische meteorologische und astronomische Beobachtungen und bereitete Grammatiken und Wörterbücher der an den Ufern des Senegal gesprochenen Sprachen vor.
Aus Afrika sandte er Mineralien und zoologische Sammlungen an Reaumur, seine astronomischen und meteorologischen Beobachtungen an Pierre Charles Lemonnier und an Bernard de Jussieu seine botanischen Sammlungen.
Auf Gorée erlebte er die Verschiffung von Sklaven nach Amerika. Er war davon überzeugt, dass die Versklavung nicht im göttlichen Willen liege. Der Sklavenhandel machte ihn nachdenklich.
Nach fünf Jahren brachte er bedeutende botanische Sammlungen zurück, darunter mehr als tausend Muscheln (die heute im Musée national d'histoire naturale aufbewahrt werden) und mehr als dreihundert Staudenpflanzen, mit deren Pflege er sich mehr als zehn Jahre lang bei dem Botaniker Bernard de Jussieu im königlichen Garten in Versailles beschäftigte. Er berichtete auch von dreiunddreißig Vogelarten, die von Mathurin Jacques Brisson in seinem Buch Ornithologia beschrieben werden (Band 1 im Jahre 1760). Adanson publizierte seine Beobachtungen 1757 unter dem Titel: Histoire naturelle du Sénégal. Die Beschreibung der beobachteten und geernteten Muscheln am Ende des Buches machten dieses besonders interessant. Darin schlug Adanson ein universelles Klassifikationssystem vor, das sich von denen von Buffon und Carl von Linné unterschied. Das Buch verkaufte sich schlecht und brachte ihn für den Rest seines Lebens in wirtschaftliche Not. Allerdings wurde er Dank der Bekanntheit seiner Schriften, insbesondere über die Senegal-Muscheln, im Jahr 1757 (im Alter von dreißig Jahren) in die Académie des sciences aufgenommen.
1763 veröffentlichte er sein Hauptwerk Familles naturelles des plantes. Bestärkt von Bernard de Jussieu entwickelte er darin eine Methode der Klassifikation, die an den natürlichen botanischen Verhältnissen festhielt im Unterschied zu den als künstlich empfundenen Methoden von John Ray, Tournefort und Linné. Er entwarf eine neue biologische Nomenklatur, die 65 Pflanzengruppen unterschied. Zwar stieß er damit in der damaligen Zeit auf viel Widerstand, ebnete aber den Weg für die Etablierung der natürlichen Methode der Klassifikation von Pflanzen in Antoine Laurent de Jussieu's Hauptwerk Genera Plantarum (1789).
Um mehr Zeit für seine naturwissenschaftlichen Aufzeichnungen zu haben, trennte er sich kurz vor der französischen Revolution (1789) von seiner Frau und gemeinsamen Tochter. Adanson starb in Paris in „bitterarmen“ Verhältnissen. Seine letzte Vortragseinladung der französischen Akademie musste er absagen „in Ermangelung von Schuhen“. Seine letzte Ruhestätte befindet sich auf dem Friedhof Père-Lachaise (Division 23).

## Ehrungen
Adanson wurde am 23. Juli 1759 Mitglied der Académie des sciences. Am 22. Januar 1761 wurde er als Mitglied („Fellow“) in die Royal Society gewählt.
Nach ihm wurde die Pflanzengattung der Affenbrotbäume (Adansonia L.) aus der Familie der Malvengewächse (Malvaceae) benannt. Ebenso ist die Zeitschrift Adansonia (1860 bis 1879 sowie ab 1961 erschienen) zu seinen Ehren benannt worden. Im Jardin des plantes in Paris wurde zu seinem Andenken 1856 eine Marmorstatue aufgestellt.

## Schriften (Auswahl)
Bücher
- Histoire naturelle du Sénégal. Coquillages. Avec la relation abrégée d’un voyage fait en ce pays pendant les années 1749, 50, 51, 52 et 53. Paris 1757 (Digitalisat).
  - A voyage to Senegal, the Isle of Goree, and the river Gambia. London 1759 (Digitalisat).
  - Michael Adansons […] Nachricht von seiner Reise nach Senegal und in dem Innern des Landes. Leipzig 1773 (Digitalisat) – herausgegeben von Johann Christian Daniel Schreber.
  - Herrn Adansons […] Reise nach Senegall. Brandenburg 1773 (Digitalisat) – übersetzt durch Friedrich Martini.
- Familles des plantes. 2 Bände, Paris 1763[–1764] (Digitalisat).
  - 2. Auflage: Histoire de la botanique et plan des familles naturelles des plantes. Paris 1864 (Digitalisat) – posthum herausgegeben von Alexandre Adanson und Jean-Baptiste Payer.

Zeitschriftenbeiträge
- Latitude de Podor, tirée par la Méridienne. In: Mémoires de mathématique et de physique, présentés à l’Académie royale des sciences, par divers sçavans, & lûs dans ses assemblées. Band 2, Paris 1755, S. 605–606 (Digitalisat).
- Description d’une nouvelle espece de Ver qui ronge les bois & les vaisseaux, observée au Sénégal. In: Histoire de l’Académie royale des sciences Année MDCCLIX. Avec les mémoires de mathématique et de physique. Paris 1765, S. 249–279 (Digitalisat, PDF).
- Description d’un arbre d’un nouveau genre, appelé Baobab, observé au Sénégal. In: Histoire de l’Académie royale des sciences Année MDCCLXI. Avec les mémoires de mathématique et de physique. Paris 1763, S. 218–243 (Digitalisat, PDF).
- Remarques fur les Blés appellés Blés de Miracle: Et découverte d’un Orge de Miracle. In: Histoire de l’Académie royale des sciences Année MDCCLXV. Avec les mémoires de mathématique et de physique. Paris 1768, S. 613–619 (Digitalisat, PDF).
- Mémoire sur un mouvement particulier découvert dans une Plante appellée Tremella. In: Histoire de l’Académie royale des sciences Année MDCCLXVII. Avec les mémoires de mathématique et de physique. Paris 1770, S. 564–572 (Digitalisat, PDF).
- Examen de la Question files Especes changent parmi les Plantes; Nouvelles Expériences tentées à ce sujet. In: Histoire de l’Académie royale des sciences Année MDCCLXIX. Avec les mémoires de mathématique et de physique. Paris 1772, S. 31–48 (Digitalisat, PDF).
- Sur l’acacia des Anciens, & Sur quelques autres arbres du Sénégal qui portent la gomme rougeâtre, appelée communément gomme arabique. In: Histoire de l’Académie royale des sciences Année MDCCLXXIII. Avec les mémoires de mathématique et de physique. Paris 1777, S. 1–17 (Digitalisat, PDF).
- Sur le gommier blanc, appelé Uerek au Sénégal; sur la maniere dont on fait la récolte de sa gomme, & de celle des acacias; & sur un autre arbre du même genre. In: Histoire de l’Académie royale des sciences Année MDCCLXXVIII. Avec les mémoires de mathématique et de physique. Paris 1781, S. 20–35 (Digitalisat, PDF).
- Extrait des Observations météorologiques, faites à la campagne près de Paris, pendant les froids de Janvier 1767; avec des Remarques sur la caufe des inégalités des obfervations au thermomètre, & sur l’effet du froid sur les animaux, fur les blés, & sur les plantes potagères. In: Histoire de l’Académie royale des sciences Année MDCCLXXVIII. Avec les mémoires de mathématique et de physique. Paris 1781, S. 425–432 (Digitalisat, PDF).

- Plan de botanique. In: Collection académique. Band 8, Anhang, Paris 1770, S. 59–61 (Digitalisat).

Lexikabeiträge
- „Baobab“. In: Supplément à l’ Encyclopédie ou Dictionnaire raisonné des sciences, des arts et des métiers. Band 1, 1776–1777, S. 796–801.

Posthum
- Cours d’histoire naturelle fait en 1772. 2 Bände, Paris 1844–1845 (Band 1, Band 2) – herausgegeben von Jean-Baptiste Payer.